# Da Vinci's Demons
Da Vinci's Demons es una serie dramático-histórico-fantástica transmitida del 12 de abril de 2013 hasta el 26 de diciembre del 2015 a través de la cadena Starz. La serie fue creada por David S. Goyer y protagonizada por Tom Riley.
La serie contó con la participación invitada de actores como Peter Guinness, Hugh Bonneville, Paul Rhys, Philip Arditti, Raoul Trujillo, entre otros.
El 23 de julio de 2015 se anunció que la serie había sido cancelada y la tercera temporada sería la última, la cual se transmitió del 24 de octubre de 2015 hasta el 26 de diciembre del mismo año.

## Argumento
Ambientada en la  Florencia Renacentista del siglo XV, la serie siguió la vida temprana del joven Leonardo da Vinci, quien a sus 25 años posee un gran talento para la creación, lo artístico e intelectual y para el desarrollo de ideas, pero que se muestra insolente y sarcástico ante una casta gobernante que no acepta que nadie la supere.
Durante su búsqueda de financiación para poder desarrollar sus alocados proyectos, Leonardo termina realizando la colombina para el Carnaval de Cuaresma, lo cual le da la oportunidad de mostrarle a Lorenzo de Medici sus proyectos de ingeniería militar, una acción que llama la atención de la familia Medici y de la familia rival los Pazzi.
Mientras tanto Leonardo se encuentra con Saslan Al Rahim, miembro de una secta antigua que pone en duda la forma con la que los poderes mantienen al pueblo apartado del conocimiento y los beneficios que éste puede aportar a la mayoría que no ha sido bendecida ni por su posición ni por dinero.

## Episodios
La cadena ordenó ocho episodios para la primera temporada del drama, la segunda temporada contó con diez episodios.
La tercera temporada fue estrenada en el 2015 y contó con 10 episodios.

## Reparto

### Personajes principales
| Actor          | Personaje             | Nº de episodios | Duración    |
| -------------- | --------------------- | --------------- | ----------- |
| Tom Riley      | Leonardo da Vinci     | 28              | 2013 - 2015 |
| Gregg Chillin  | Zoroaster de Peretola | 27              | 2013 - 2015 |
| Eros Vlahos    | Nicolás Maquiavelo    | 27              | 2013 - 2015 |
| Blake Ritson   | Girolamo Riario       | 26              | 2013 - 2015 |
| Laura Haddock  | Lucrezia Donati       | 26              | 2013 - 2015 |
| Elliot Cowan   | Lorenzo de Médici     | 25              | 2013 - 2015 |
| Hera Hilmar    | Vanessa Moschella     | 25              | 2013 - 2015 |
| James Faulkner | Sixto IV              | 24              | 2013 - 2015 |
| Lara Pulver    | Clarisa Orsini        | 19              | 2013 - 2015 |
| Tom Bateman    | Giuliano de Médici    | 10              | 2013 - 2014 |
| Kieran Bew     | Alfonso II de Nápoles | 8               | 2014 - 2015 |

### Personajes recurrentes
| Actor            | Personaje                    | Nº de episodios | Duración    |
| ---------------- | ---------------------------- | --------------- | ----------- |
| David Schofield  | Piero da Vinci               | 19              | 2013 - 2015 |
| Ian Pirie        | Capitán Nazzareno Dragonetti | 17              | 2013 - 2015 |
| Alexander Siddig | Saslan Al-Rahim, The Turk    | 13              | 2013 - 2015 |
| Nick Dunning     | Lupo Mercuri                 | 11              | 2013 - 2015 |
| Allan Corduner   | Andrea Verrocchio            | 11              | 2013 - 2014 |
| Ray Fearon       | Carlo de Médici              | 9               | 2014 - 2015 |
| Vincent Riotta   | Federico da Montefeltro      | 8               | 2013 - 2014 |
| Akin Gazi        | Sultán Beyazid II            | 8               | 2014 - 2015 |
| Simone Lahbib    | Laura Cereta                 | 8               | 2015        |
| Ross O'Hennessey | Comandante Quattrone         | 8               | 2013 - 2014 |
| Elliot Levey     | Francisco de Pazzi           | 7               | 2013 - 2014 |
| Sasha Behar      | Seer                         | 7               | 2014 - 2015 |
| Nicholas Rowe    | Cardenal Giacomo Orsini      | 6               | 2013 - 2014 |
| Matthew Marsh    | Ferrante I de Nápoles        | 6               | 2014        |
| Sabrina Bartlett | Sophia                       | 6               | 2015        |
| Lee Boardman     | Américo Vespucci             | 5               | 2014        |
| Jeany Spark      | Ippolita Maria Sforza        | 5               | 2014        |
| Michael Culkin   | Jacopo de Pazzi              | 5               | 2013 - 2014 |
| Carolina Guerra  | Ima Kama                     | 5               | 2014        |
| Paul Rhys        | Vlad Tepes                   | 4               | 2013, 2015  |
| Ned Dennehy      | Líder de Labyrinth           | 4               | 2014, 2015  |
| Paul Freeman     | El arquitecto                | 4               | 2015        |
| Patrick Godfrey  | Cosimo de Médici             | 1               | 2013        |
| Hugh Bonneville  | Galeazo María Sforza         | 1               | 2013        |

### Otros personajes
| Actor             | Personaje                        | Nº de episodios | Duración    |
| ----------------- | -------------------------------- | --------------- | ----------- |
| Andrew Brooke     | Grunwald                         | 9               | 2013 - 2014 |
| Tim Faraday       | Black Martin                     | 9               | 2013 - 2014 |
| Tom Wu            | Quon Shan                        | 5               | 2014        |
| Michael Elwyn     | Gentil Becchi                    | 4               | 2013        |
| Stephen Marzella  | Padre Antonio Maffei da Volterra | 4               | 2013 - 2014 |
| Jason Langley     | Oficial Bertino                  | 4               | 2013        |
| John Hollingworth | Francesco Sassetti               | 4               | 2014        |
| John Cording      | Padre Stefano da Bagnone         | 3               | 2013        |
| David Sturzaker   | Bernardo di Bandino Baroncelli   | 3               | 2013        |
| Ken Bones         | Avraham ben Yosef, The Jew       | 3               | 2013        |
| Paul Westwood     | Niccolo Ardinghelli              | 3               | 2013        |
| Shaun Parkes      | Solomon Ogbai, The Abyssinian    | 3               | 2013 - 2014 |
| Christopher Elson | Jacopo Saltarelli                | 2               | 2013        |
| Ben Loyd-Holmes   | Condotiero Giovanni Battista     | 2               | 2013        |
| Darren Clarke     | Tommaso Portinari                | 2               | 2014        |
| Peter Guinness    | Fraile Tomás de Torquemada       | 1               | 2013        |
| Philip Arditti    | Fernando II de Aragón            | 1               | 2013        |
| Lydia Leonard     | Isabel I de Castilla             | 1               | 2013        |
| Jack Farthing     | Sandro Botticelli                | 1               | 2013        |
| Bill Thomas       | Vespasiano da Bisticci           | 1               | 2013        |
| Tom Cornish       | Jacopo Bracciolini               | 1               | 2013        |
| Harry Attwell     | Carlo Visconti                   | 1               | 2013        |

- La serie ha contado con actores invitados como: Estella Daniels (Zita), Abbie Hirst (Allegra Pazzi), Faye Johnson (Camilla Pazzi), Fiona Dolman (Anna Donati), Ruby Stokes (Amelia Donati), Sharon Morgan (Hermana Albina), Geoffrey Newland (Oficial Capaldi), Erik Madsen (Zircher), Sean Jackson (Gualberto), Dilan Gwyn (Yana), Velibor Topic (Mihail), Chinna Wodu (Adamu), Celyn Jones (Fabrizio).

## Producción
La serie contó con la participación de los directores David S. Goyer, Jamie Payne, Paul Wilmshurst y Michael J. Bassett. Fue escrita por David S. Goyer y marcó la primera colaboración entre Starz y BBC Worldwide bajo un nuevo acuerdo de coproducción creado después de la realización de Torchwood: Miracle Day.
La música de la serie fue compuesta por Bear McCreary.
Después de haber tenido un estreno con altas audiencias con más de 2,14 millones de espectadores la cadena decidió renovar la serie para una segunda temporada.
El 17 de abril de 2013 la cadena Starz anunció que había renovado la serie para una segunda temporada la cual se estrenó el 22 de marzo de 2014.
Para la segunda temporada fueron contratados los escritores Jonathan Hickman y Matt Fraction para que escribieran dos episodios de la nueva temporada.
En mayo del 2014 la cadena Starz anunció que la serie había renovado para una tercera temporada la cual fue estrenada el 24 de octubre del 2015.

## Distribución internacional
| País                 | Cadena                                                               | Fecha de Inicio (1era. temporada) | Fecha de Finalización (1era. temporada) | Fecha de Inicio (2.ª temporada) | Fecha de Inicio (3.ª temporada) |
| -------------------- | -------------------------------------------------------------------- | --------------------------------- | --------------------------------------- | ------------------------------- | ------------------------------- |
| Alemania             | FOX Channel (Alemania)                                               | 17 de abril de 2013               | —                                       | —                               | —                               |
| Argentina            | FOX Latino América                                                   | 16 de abril de 2013               | 11 de junio de 2013                     | —                               | —                               |
| Australia            | FX Channel (Australia)                                               | 16 de abril de 2013               | —                                       | 23 de marzo de 2014             | —                               |
| Brasil               | FOX Latino América                                                   | 16 de abril de 2013               | —                                       | —                               | —                               |
| Bolivia              | FOX Latino América                                                   | 16 de abril de 2013               | —                                       | —                               | —                               |
| Bulgaria             | FOX (Bulgaria)                                                       | 15 de abril de 2013               | —                                       | —                               | —                               |
| Brunéi               | Fox Movies Premium                                                   | 28 de abril de 2013               | —                                       | —                               | —                               |
| Camboya              | Fox Movies Premium                                                   | 28 de abril de 2013               | —                                       | —                               | —                               |
| Chile                | FOX Latino América Movie City Premieres                              | 16 de abril de 2013               | 11 de junio de 2013                     | 23 de marzo de 2014             | —                               |
| Colombia             | FOX Latino América                                                   | 16 de abril de 2013               | —                                       | —                               | —                               |
| Costa Rica           | FOX Latino América                                                   | 16 de abril de 2013               | —                                       | —                               | —                               |
| Chipre               | FOX                                                                  | 13 de abril de 2013               | —                                       | —                               | —                               |
| Ecuador              | FOX Latino América                                                   | 16 de abril de 2013               | —                                       | 23 de marzo de 2014             | —                               |
| España               | FOX (España)                                                         | 9 de mayo de 2013                 | 25 de junio de 2013                     | 31 de marzo de 2014             | —                               |
| Finlandia            | FOX (Finlandia)                                                      | 14 de abril de 2013               | —                                       | —                               | —                               |
| Grecia               | FOX                                                                  | 13 de abril de 2013               | —                                       | —                               | —                               |
| Hong Kong            | Fox Movies Premium                                                   | 28 de abril de 2013               | —                                       | —                               | —                               |
| Indonesia            | Fox Movies Premium                                                   | 28 de abril de 2013               | —                                       | —                               | —                               |
| Israel               | yes (Israel)                                                         | 2013                              | —                                       | —                               | —                               |
| Italia               | FOX (Italia)                                                         | 22 de abril de 2013               | —                                       | —                               | —                               |
| Malasia              | Fox Movies Premium                                                   | 28 de abril de 2013               | —                                       | —                               | —                               |
| México               | FOX Latino América Movie City Premieres FOX Cinema (Sky Canal: 1463) | 16 de abril de 2013 -             | 11 de junio de 2013 -                   | - 23 de marzo de 2014 -         | - enero de 2017                 |
| Birmania             | Fox Movies Premium                                                   | 28 de abril de 2013               | —                                       | —                               | —                               |
| Perú                 | FOX Latino América                                                   | 13 de abril de 2013               | —                                       | —                               | —                               |
| Polonia              | FOX (Polonia)                                                        | 13 de abril de 2013               | —                                       | —                               | —                               |
| Portugal             | FOX (Portugal)                                                       | 14 de abril de 2013               | —                                       | —                               | —                               |
| Reino Unido          | FX UK e Irlanda                                                      | 19 de abril de 2013               | —                                       | —                               | —                               |
| República Dominicana | FOX Latino América                                                   | 16 de abril de 2013               | —                                       | —                               | —                               |
| Rusia                | Fox (Rusia)                                                          | 26 de abril de 2013               | —                                       | —                               | —                               |
| Singapur             | Fox Movies Premium                                                   | 28 de abril de 2013               | —                                       | —                               | —                               |
| Sudeste Asiático     | Fox Movies Premium                                                   | 28 de abril de 2013               | —                                       | —                               | —                               |
| Tailandia            | Fox Movies Premium                                                   | 28 de abril de 2013               | —                                       | —                               | —                               |
| Uruguay              | FOX Latino América                                                   | 16 de abril de 2013               | —                                       | —                               | —                               |
| Venezuela            | FOX Latino América                                                   | 16 de abril de 2013               | —                                       | —                               | —                               |
| Vietnam              | STAR Movies                                                          | 28 de abril de 2013               | —                                       | —                               | —                               |

## Premios y nominaciones
| Año  | Categoría                                                    | Premio               | Nominado (a)                                              | Resultado |
| ---- | ------------------------------------------------------------ | -------------------- | --------------------------------------------------------- | --------- |
| 2014 | Outstanding Supporting Visual Effects in a Broadcast Program | VES Award            | Kevin Blank, Simon Frame, Ante Dekovic y Oliver Arnold    | Nominados |
| 2013 | Best Original Score for a Television Series                  | IFMCA Award          | Bear McCreary                                             | Nominado  |
| 2013 | Best Performance by an Actor in a Television Series-Drama    | -                    | Tom Riley                                                 | Ganador   |
| 2013 | Outstanding Main Title Design                                | Primetime Emmy Award | Paul McDonnell, Hugo Moss, Nathan Mckenna y Tamsin McGee  | Ganadores |
| 2013 | Outstanding Original Main Title Theme Music                  | Primetime Emmy Award | Bear McCreary                                             | Ganador   |
| 2013 | Outstanding Special Visual Effects in a Supporting Role      | Primetime Emmy Award | Kevin Blank, Jonathan Hodgson, Ante Dekovic y Matt Conway | Nominados |